# 坎波费利切-迪菲塔利亚
坎波费利切-迪菲塔利亚（義大利語：Campofelice di Fitalia），是意大利西西里大区巴勒莫广域市的一个市镇。总面积35平方公里，人口572人，人口密度16.3人/平方公里（2009年）。ISTAT代码为082016。